# Jan J. L. Duyvendak

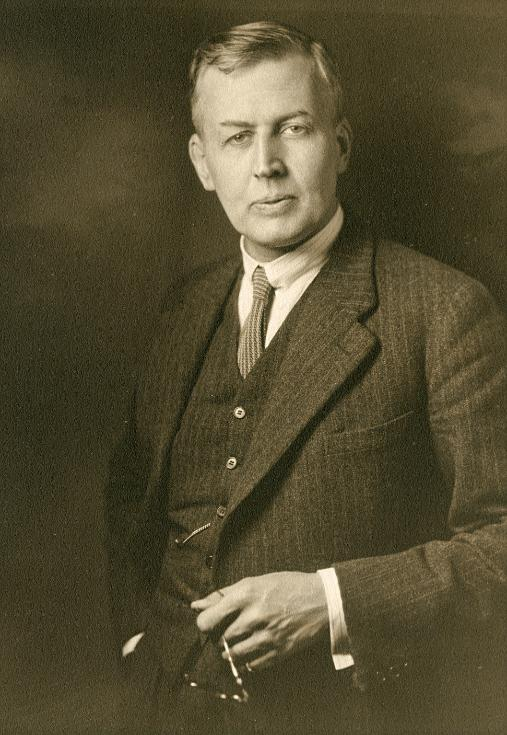
J.J.L. Duyvendak

Jan Julius Lodewijk Duyvendak (* 28. Juni 1889 in Harlingen; † 9. Juli 1954 in Leiden) war ein niederländischer Sinologe. 

## Leben
Jan Julius Lodewijk war der Sohn des gleichnamigen lutherischen Pfarrers († 1932) und dessen Frau Truije Funke († 1930). Da sein Vater Pfarrer in Harlingen wurde, besuchte er dort die Schule und setzte seine Ausbildung am Gymnasium in Schiedam fort. 1908 wurde Duyvendak Student an der Universität Leiden, wo er ein Studium der niederländischen Sprache und Literatur absolvierte. Dabei entwickelte er 1910 ein Interesse an der chinesischen Kultur, wobei er maßgeblich von Jan Jacob Maria de Groot beeinflusst wurde. Nach weiteren Studien an der Sorbonne in Paris und an der Universität Berlin arbeitete er ab 1912 als Dolmetscher der niederländischen Botschaft in Peking. In Peking absolvierte er weitere Studien der Sprache, der Kultur und der Verhältnisse des Landes. Am 19. März 1919 folgte er einem Ruf als Dozent der chinesischen Sprache an die Universität Leiden und promovierte dort am 21. Dezember 1928 mit der Arbeit The book of Lord Shang. A classic of the Chinese school of law. 
Am 1. Mai 1930 wurde er als Professor der chinesischen Sprache und Literatur in Leiden und Direktor des Sinologischen Instituts berufen, wozu er am 8. Oktober des Jahres die Antrittsrede Historie en Confusianisme hielt. Duyvendak forschte zu den chinesischen Überseebeziehungen und übersetzte das Shangjunshu (chinesisch 商君書), auch kurz Shangzi genannt, ein Hauptwerk des chinesischen Legalismus, unter dem Titel The Book of Lord Shang ins Englische. Duyvendak war 1947 bis 1950 Dekan der philosophischen Fakultät und wurde im Akademiejahr 1952/53 als Rektor der Alma Mater, wozu er zum Gründungsjubiläum der Hochschule am 7. Februar 1953 die Rektoratsrede Over Chinese muur hielt. Er war einige Jahre lang Gastprofessor an der Columbia University in New York, in Princeton und Oxford. Duyvendak wirkte als Redakteur der internationalen Zeitschrift T'oung Pao, war Mitglied der Royal Asiatic Society, der American Oriental Society, der Société Asiatique in Paris und der Königlich Niederländischen Akademie der Wissenschaften. Er wurde 1947 Ehrendoktor der Universität Princeton, 1950 Ehrendoktor der Universität Oxford und wurde Ritter des Ordens vom niederländischen Löwen. 
Duyvendak war zwei Mal verheiratet. Seine erste Ehe schloss er am 26. Juli 1926 mit Gwendolen Mary Rhys (* 5. Dezember 1888 in Hrico Chang/China; † 8. Oktober 1932 in Leiden), der Tochter des William Hopkijn Rhys und dessen Frau Margaret Harrison (* 9. Oktober 1896 in Baltimore/USA;). Seine zweite Ehe ging er am 3. August 1933 mit Mary Clarkson Allen ein. Aus beiden Ehen wurde eine Tochter geboren, Mary Duyvendak und Margaret Duyvendak.

## Werke (Auswahl)
- The Book of Lord Shang: a classic of the Chinese school of law. London: Probsthain 1928 (Probsthain’s Oriental Series) (Online-Text) (RTF; 1,9 MB)
- Ma Huan re-examined. Amsterdam: Noord-Hollandsche 1933
- China's Discovery of Africa. London: Probsthain 1949.
- "Die klassische chinesische Philosophie", in: Heinemann, Fritz (Hrsg.): Die Philosophie im XX. Jahrhundert. Eine enzyklopädische Darstellung ihrer Geschichte, Disziplinen und Aufgaben. Klett, Stuttgart, 1959, S. 28–44 (durchgesehen von Günther Debon)